# Caballero Cadete

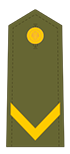
Caballero Cadete de primer curso.

Caballero Cadete (abreviado 'CC.') es el rango de los alumnos de la enseñanza militar española. Este empleo se ostenta durante los dos primeros años de formación, con la diferencia de que en el segundo año se añade un ángulo adicional. En el caso de no superar por completo el segundo curso, pero poder pasar al tercero, se añade un tercer ángulo, para su diferenciación de los Caballero Alférez Cadete. Antiguamente a estos cadetes se les conocía como 'triangulados', y se les daba el trato de Caballero Alférez Cadete. Hoy en día los ‘triangulados’ ya no existen y al pasar a 3º todos son caballero alférez cadete.
Cariñosamente, en la Academia General Militar, se conoce a los cadetes de primer curso como los 'pollos' y a los de segundo como los 'retras'. 
- Datos: Q5554637